# Harald Hansen (gimnasta)
|  | «Harald Hansen (gimnasta)» redirigeix aquí. Vegeu-ne altres significats a «Harald Hansen». |

Harald Sigvard Hansen (Halden, Østfold, 30 d'octubre de 1884 – 6 de març de 1956) va ser un gimnasta noruec que va competir a principis del segle xx.
El 1908 va prendre part en els Jocs Olímpics de Londres, on va guanyar la medalla de plata en la prova del concurs complet per equips, com a membre de l'equip noruec.